# Pintadito
Pintadito es un barrio suburbano de la ciudad uruguaya de Artigas, en el departamento homónimo, al norte del país.

## Localización
Está situado en la Ruta 30, a unos 4 km al sur del centro de la ciudad, después del barrio de Cerro Ejido.

## Geografía
El arroyo Pintadito, un afluente del río Cuareim, fluye al este del suburbio.

## Población
En 2023 Pintadito tenía una población de 2.412 habitantes,  según el censo de población de ese año. Fuente: Instituto Nacional de Estadística de Uruguay

| Año  | Población |
| ---- | --------- |
| 1985 | 558       |
| 1996 | 1.067     |
| 2004 | 1.487     |
| 2011 | 1.642     |
| 2023 | 2.412     |

Posee una escuela primaria, un liceo y un polideportivo.

El liceo posee un edificio de 1100m2, que supuso una inversión que superó los 67 millones de pesos.  Consta de 6 aulas comunes, 3 laboratorios (Física, Química y Biología), Sala de Informática, Sala de Profesores, 2 Adscripciones, Biblioteca, Administración, Dirección, Depósito y 2 patios internos.

La obra arquitectónica fue presentada al Concurso Internacional Organizado por el BID en el marco de Escuelas del siglo XXI en América Latina y el Caribe, siendo una de las obras seleccionadas. 

El Liceo de Tiempo Completo de Pintadito (Artigas) recibe a 200 estudiantes, en 8 grupos, atendidos por 38 docentes, además de un director, un secretario, un bibliotecario, un encargado de laboratorio de informática y un auxiliar de servicio.

En la inauguración el director, profesor Romell Trivell, expresó su esperanza 

que todos puedan continuar el ciclo educativo con este nuevo liceo, y que no tengan que moverse del barrio para hacerlo. Hoy nuestros estudiantes acceden a una educación integral, ejercen ciudadanía y deciden con libertad sus metas y sueños. Romell Trivell (2018)

El Liceo Número 3 de Pintadito inauguró el nuevo edificio en octubre de 2018.